# Bandits
Bandits (Brasil: Vida Bandida / Portugal: Bandidos) é um filme de comédia dramática e comédia romântica estadunidense de 2001, realizado por Barry Levinson. É estrelado por Bruce Willis, Billy Bob Thornton e Cate Blanchett. As filmagens começaram em outubro de 2000 e terminaram em fevereiro de 2001. Ajudou Thornton a ganhar um National Board of Review de Melhor Ator em 2001. As performances de Thornton e Blanchett foram elogiadas, pois foram nomeadas para Melhor Ator e Melhor Atriz no Globo de Ouro por suas atuações neste filme, enquanto Blanchett foi nomeada para Melhor Atriz Coadjuvante no Screen Actors Guild Awards. Foi lançado nos cinemas em 12 de outubro de 2001.
Em seu fim de semana de estreia, o filme estreou em segundo lugar, faturando US$ 13 milhões. O filme arrecadou US$ 67.6 milhões em todo o mundo, contra um orçamento de US$ 75 milhões.
No Rotten Tomatoes, Bandits tem uma classificação de aprovação de 64% com base em 140 avaliações, com uma classificação média de 6.1/10. O consenso crítico do site diz: "A história pode não justificar seu longo tempo de execução, mas o elenco de Bandits torna isso um passeio agradável". Metacritic atribuiu ao filme uma pontuação média ponderada de 60 em 100, com base em 32 críticos, indicando "revisões mistas ou médias". As audiências pesquisadas pelo CinemaScore deram ao filme uma nota média de "B" na escala A+ a F.
Em 2007, em Nova York, cinco homens foram processados e condenados por crimes imitativos do enredo deste filme.

## Sinopse
Quando o irresistível Joe (Bruce Willis) e o hipocondríaco Terry (Billy Bob Thornton) fogem da prisão, eles decidem aplicar uma série de roubos a bancos de Oregon até à Califórnia, para começarem vidas novas. Mas para realizarem os roubos eles agem de forma inusitada: vão até à casa do gerente no dia anterior ao assalto e passam lá a noite, para depois poderem cometer o crime.
Rapidamente, eles tornam-se os assaltantes a bancos de maior sucesso na história dos Estados Unidos, sendo perseguidos pela mídia e pela polícia e adorados pelo grande público. Até que no meio de um assalto eles encontram Kate (Cate Blanchett), que vê na possibilidade de seguir junto com Terry e Joe a hipótese de escapar da sua vida aborrecida.
Os dois amigos apaixonam-se por Kate, que considera o homem ideal uma perfeita combinação dos dois. Mas a situação complica-se quando a polícia acredita que Kate é na verdade uma refém de Terry e Joe e resolve realizar uma gigantesca caçada humana até conseguir capturá-los.

## Elenco
- Bruce Willis - Joe Blake
- Billy Bob Thornton - Terry Collins
- Cate Blanchett - Kate Wheeler
- Troy Garity - Harvey Pollard
- Brían F. O'Byrne - Darill Miller
- Stacey Travis - Cloe Miller
- Bobby Slayton - Darren Head
- January Jones - Claire
- Azura Skye - Cheri
- Peggy Miley - Mildred Kronenberg
- William Converse-Roberts - Charles Wheeler
- Richard Riehle - Lawrence Fife
- Micole Mercurio - Sarah Fife
- Scott Burkholder - Policial
- Anthony Burch - Phil
- Sam Levinson - Billy Saunders
- Scout LaRue Willis - Monica Miller
- Tallulah Belle Willis - Erika Miller

## Prémios e nomeações
- Recebeu duas nomeações ao Globo de Ouro, nas seguintes categorias:
  - Melhor Actor - Comédia/Musical (Billy Bob Thornton)
  - Melhor Actriz - Comédia/Musical (Cate Blanchett)

## Trilha sonora
1. "Gallows Pole" – Jimmy Page & Robert Plant
2. "Tweedle Dee & Tweedle Dum" – Bob Dylan
3. "Holding Out for a Hero" (escrito por Jim Steinman) – Bonnie Tyler
4. "Twist in My Sobriety" – Tanita Tikaram
5. "Rudiger" – Mark Knopfler
6. "Just Another" – Pete Yorn
7. "Walk On By" – Aretha Franklin
8. "Superman (It's Not Easy)" – Five for Fighting
9. "Crazy 'Lil Mouse" – In Bloom
10. "Just the Two of Us" – Bill Withers and Grover Washington, Jr.
11. "Wildfire" – Michael Martin Murphey
12. "Total Eclipse of the Heart" (escrito por Jim Steinman)  – Bonnie Tyler
13. "Bandits Suite" – Christopher Young
14. "Beautiful Day" - U2
15. "Kill The Rock" - Mindless Self Indulgence